# Torrino
Torrino är Roms tjugosjunde zon och har beteckningen Z. XXVII. Zonen Torrino bildades år 1961.

## Kyrkobyggnader
- Santa Maria del Carmelo
- Santa Maria Mater Ecclesiae
- Santa Maria Mater Ecclesia a Tor di Valle
- Istituto Suore Francescane Missionarie del Cuore Immacolato di Maria dette di Egitto, med kapell 41°48′41″N 12°26′59″Ö / 41.811297°N 12.449746°Ö
- Santa Maria Stella dell'Evangelizzazione
- San Giovanni Battista de La Salle

## Arkeologiska lokaler
- Villa del Torrino (sito 10), första århundradet före Kristus
- Villa del Torrino (sito 8), första århundradet före Kristus

## Övrigt
- Giardino Armando Spatafora
- Giardino dei Pianeti
- Parco Adelaide Coari
- Quartiere INCIS Decima
- Complesso per uffici a Casal Grottoni
- Eurosky Business Park
  - Torre Eurosky
  - Torre Europarco
  - Euroma 2

## Kommunikationer
Tunnelbanestationer
- EUR Magliana
- EUR Palasport
- EUR Fermi
- Laurentina